# Шахматная гора (каскад)

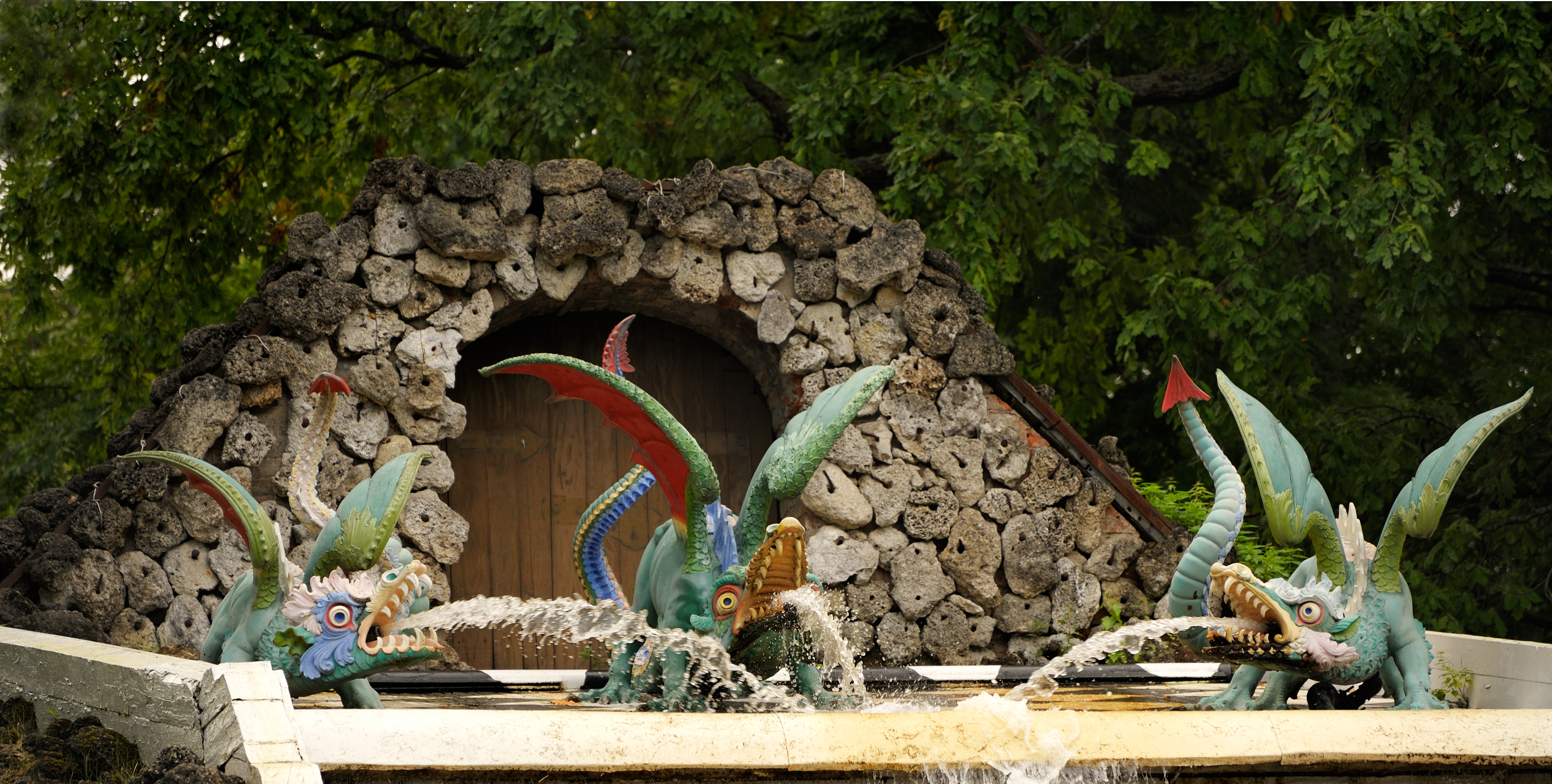
Драконы

Каскад «Шахматная гора» — один из каскадов Дворцово-паркового ансамбля Петергоф.

## Внешний вид
Расположен на естественном склоне. Состоит из двух закрытых туфовыми откосами уступчатых кирпичных стен, связанными балками, по которым сделаны четыре настила водопадных скатов. Сверху и снизу устроены одноарочные гроты, рядом с верхним гротом расположены три бронзовых дракона. По бокам каскада сделаны лестницы, за ними на пьедесталах стоят десять мраморных статуй.

## История
Сделан на месте одного из первых сооружений Петергофа (1716—1717 годов), Малого грота, состоявшего из двух встроенных в откос горы павильонов, между которыми был открытый зал.
Мраморный каскад был создан по распоряжению Петра I от августа 1721 года. Сооружение велось по образцу Малого каскада в Марли по чертежам Николо Микетти, предполагалось, что по бокам будут стоять трёхэтажные башни-руины, рядом будут две террасы с тремя высокими фонтанами, а боковые склоны каскада и террас будут декорированы туфом для придания вида «дикой горы». Руинный каскад задумывался как символ взятия русскими войсками шведских крепостей. Финальный проект напоминал Малый каскад лишь группировкой водопадных ступеней и невысокими водомётами на них.
В 1722—1732 годах каскад был сделан с 33 мраморными ступенями и аркадой гротов, из которых выглядывали извергающие воду змеиные головы. За строительством наблюдал И.-Ф. Браунштейн, участвовали братья Бараттини и П. Суалем. Водоводный канал из Верхнего сада выполнил В. Г. Туволков. После смерти Петра I строительство было приостановлено, возобновлено в 1731 году, воду пустили в 1732 году. М. Г. Земцов, Г. К. Оснер и К. Ган предлагали установить на каскаде вырезанную из дерева статую Геркулеса, предложение было одобрено, но не реализовано.
В 1737 году Канцелярия от строений запросила проект нового оформления, над ним работали Земцов и И. Бланк с И. Давыдовым как его помощники. В апреле 1738 года проект был утверждён, строительство было начато той же весной под руководством Бланка и Давыдова. Сливные скаты были сделаны из досок, покрытых рольным свинцом, на парапетах лестниц было установлено 8 статуй. В том же году для увеличения мощности каскада был вырыт Красный пруд. В январе 1739 года был предоставлен рисунок «фигур, именуемых драконами», Г. К. Оснер вылепил модели по эскизам из воска, затем фигуры вырезали из дерева с крыльями из холста и раскрасили.
В середине XVIII века скаты заменили на холст, расписанный чёрными и белыми квадратами, на каждом сливе было оставлено по пять бурлящих туфовых горок. К 1770 году по сторонам каскада стояло уже 12 статуй, для них сделали светло-серые гранитные постаменты. Каскад много раз ремонтировали, к 1855 году существовал проект Н. Бенуа по его переделке, но он не был реализован. В 1875 году три дракона были отлиты из шпиатра, на верхний грот посадили большого металлического орла, в бассейн была поставлена гальванопластическая скульптура П. А. Ставассера «Нимфа и сатир».
После Великой Отечественной войны каскад был разрушен, сохранился только каменный остов с туфовой облицовкой. Восстановление было начато в 1946 году — установили сохранившиеся в укрытиях статуи и пустили воду, в 1953 году А. Гуржий выполнил драконов по рисункам XVIII века.
Каскад ремонтировали в 2012—2013 годах.